# Chiesa di San Rocco al Colle
La chiesa di San Rocco al Colle è un luogo di culto cattolico e si trova a Ranica, in provincia di Bergamo.

## Storia
La prima citazione di una chiesa dedicata a san Rocco posta sul Colle di Ranica risale al Quattrocento quando le tante pestilenze che decimavano la popolazione portarono gli abitanti del territorio a dedicare al santo protettore degli appestati un nuovo edificio di culto. Il primo documento che ne indica la presenza, è del 1484, quando un certo Tige Zambono lasciò i propri beni, in un lascito testamentario, alla chiesa. Originariamente era una piccola cappella aperta, protetta solo da una cancellata lignea. Fu dopo la visita pastorale di san Carlo Borromeo arcivescovo di Milano nell'autunno del 1575 che fu deciso il suo ampliamento. La relazione la descrive come un piccolo oratorio, sussidiario della chiesa dedicata ai Sette Fratelli martiri, che per le sue piccole dimensioni non era più idonea ad accogliere i fedeli.
La costruzione del nuovo edificio richiese però molto tempo. I lavori iniziarono nel 1630, anno della terribile peste, che diede probabilmente maggior impulso alla realizzazione. La datazione 1681, trovata nei lavori di restauro del Novecento e incisa sulla base di una finestra, fa considerare che a questa data fossero stati ultimati i lavori di ampliamento. Malgrado le piccole dimensioni vi era presenta la scuola del Santissimo Sacramento con relativi sindaci eletti, ed era luogo di devozione proprio per la dedicazione al santo, il cui culto è molto presente su tutto il territorio bergamasco. La chiesa risulta inserita anche nell'elenco redatto dal cancelliere della curia vescovile di Bergamo, Giovanni Giacomo Marenzi del 1666-1667, che la indica inserita nella circoscrizione parrocchiale di Ranica e precedente il XVI secolo.
L'Ottocento vide l'edificio nuovamente oggetto di ampliamento e di ammodernamento con la creazione di nuovi decori. Nel 1970 furono eseguiti lavori di restauro e mantenimento che hanno riportato il fabbricato al suo aspetto cinquecentesco.

## Descrizione

### Esterno
L'edificio di culto ha un aspetto molto semplice, ed è anticipato dal sagrato con pavimentazione in ciottolato sopraelevato di un metro dall'assetto stradale nella parte frontale, mentre un terreno erboso è posto sulle parti laterali. La facciata a capanna, rivolta a sud, termina con le due ali del tetto aggettante posto a riparo sia della facciata sia dei fedeli. Il portale conserva i contorni in pietra e la parte superiore della facciata presenta un'apertura rettangolare sempre con il contorno in pietra che riprende quello dell'ingresso.

### Interno
La navata unica della chiesa è divisa in due campate da un arco a tutto sesto che sostiene la copertura lignea a vista con assito compatto. L'aula è illuminata da due finestre leggermente strombate, poste nella parte superiore delle parti laterali. L'arco trionfale che precede la zona presbiteriale ospita lateralmente in due cornici di stucco le tele raffiguranti la Madonna con vescovo e la Madonna del Santissimo Rosario e riportano sulla parte superiore la scritta della loro commissione voluta dalla famiglia locale dei Camozzi.
Nella zona presbiteriale, che ha copertura con volta a botte, si trova l'altare in muratura completo di pala d'altare settecentesca che ospita una statua. Dalla zona si accede alla piccola torre campanaria.